# Rozalia Rendu
Rozalia Rendu, fr. Rosalie Rendu, właśc. Jeanne Marie Rendu (ur. 9 września 1786 w Confort, zm. 7 lutego 1856 w Paryżu) – francuska zakonnica, szarytka (SM) błogosławiona Kościoła rzymskokatolickiego.
Wspomnienie liturgiczne obchodzone jest w dzienną pamiątkę śmierci.

## Życiorys
Urodziła się jako pierwsza z czterech córek góralskiej rodziny z Jur. W czasie rewolucji francuskiej (1789–1799) jej rodzina ukrywała księży. W 1796 r. zmarł jej ojciec, a kilka miesięcy po nim czteromiesięczna siostra. Po zakończeniu rewolucji Rozalia rozpoczęła naukę w szkole urszulanek w Gex.
25 maja 1802 roku przybyła do macierzyńskiego domu sióstr miłosierdzia św. Wincenty à Paulo w Paryżu i przybrała imię Rozalia. Uczyła tu za darmo młode kobiety. W 1807 złożyła śluby zakonne, a w 1815 została przełożoną domu zakonnego. Do jej dzieł zaliczyć należy otwarcie apteki, sierocińca i ośrodka dla młodych robotnic. Zmarła w opinii świętości. Została pochowana na cmentarzu Montparnasse.
Beatyfikował ją papież Jan Paweł II 9 listopada 2003.